# Cine Meridiana
El Cine Meridiana (inicialment Salón Meridiana) estava ubicat a l'Avinguda Meridiana (núm. 166-168), al barri del Clot de Barcelona. L'edificà Alberto Meier, jueu de Suïssa, l'any 1929. El local destacà per la qualitat dels seus acabats i la seva decoració interior, i el situà com a local de referència al Clot i a la resta de Barcelona.
La sala tenia un aforament de 1200 localitats i, a més d'oferir projeccions cinematogràfiques, acollí actes diversos, des de combats de boxa a mítings polítics, especialment durant el període de la Segona República. Després de la Guerra Civil espanyola, ja durant la dècada dels 40, canvià la propietat del local i es feren diverses reformes per tal de millorar la qualitat de la sala i de les projeccions.
Uns anys més tard, a mesura que es modificava la configuració urbanística de l'Avinguda Meridiana, amb la desaparició de les vies del tren i del tramvia i l'increment de la circulació viària, el cinema anà perdent públic, sobretot per haver quedat aïllat de la part alta del Clot. Tot i això, el propietari va emprendre noves reformes amb la instal·lació del sistema Cinemascope i noves butaques l'any 1969.
Tancà definitivament les portes no gaire més tard, el 14 de març de 1971, amb la projecció en sessió doble de La llegenda de l'indomable i Les Grandes vacances.